# راديو 4 للأخبار إف إم
راديو 4 للأخبار إف إم كان راديو إذاعي من بي بي سي لتداول الأخبار على الهواء مباشرة خلال حرب الخليج الثانية من 16 يناير حتى 2 مارس 1991. استخدم ترددات راديو بي بي سي 4 الإف إم في حين استمرت الخدمة المنتظمة منتظمة على الموجة الطويلة. كما تم بث هذه الخدمة على خدمة بي بي سي العالمية. اختار بعض الصحفيين أن يطلقوا عليه اسم سكود إف إم نسبة إلى صواريخ سكود التي استخدمتها القوات العراقية في الحرب.
تداول الأخبار أدى إلى ازدياد شعبية راديو 4 للأخبار إف إم مما كان له التأثير على المدى البعيد. ردا على ذلك تم إطلاق راديو بي بي سي 5 لايف في عام 1994.

## التاريخ
عندما بدأت قوات التحالف العمليات العسكرية ضد العراق عقب غزو العراق للكويت في عام 1990 توقفت هيئة الإذاعة البريطانية عن بث جدول المواعيد المختلط المعتاد في تردد راديو بي بي سي 4 واستبداله بخدمة إخبارية متداولة يعرفها موظفو الطوارئ بسكود إف إم وسميت باسم سلاح صدام حسين الأكثر شهرة صاروخ سكود الروسي الصنع الذي أطلقه العراق على تل أبيب.
تمكن موظفو هيئة الإذاعة البريطانية من إطلاق قناة إخبارية مدتها 17 ساعة في اليوم (دون أن يكون الوقت ملائما لتسميتها الاسم الرسمي) مع نشرات أخبيار موجزة وإتاحة الفرصة للمستمع في «إمكانية الوصول إلى المواد الخام والأحداث التي تكشفت عنها والمؤتمرات الصحفية العسكرية اليومية والإحاطات الرئاسية إلى ما كان عليه العيش في بغداد وتل أبيب مع القوات في المملكة العربية السعودية».
تم تشغيل الخدمة من قبل جيني أبرامسكي وأنتجه من قبل متطوعون يعملون في أيام إجازتهم: براين ريدهيد وجون همفريز ونيك كلارك وروبن لوستيج ونيكولاس ويتشيل وبوب سيمبسون ونيك روس.
كتبت الصحفية جورجينا هنري في ذلك الوقت:
ومع ذلك فإن العديد من المديرين التنفيذيين في راديو هيئة الإذاعة البريطانية ومستمعي راديو 4 كانوا غير راضين عن فقدان خدمة ستيريو إف إم لذلك عندما انتهى الصراع في 2 مارس 1991 توقفت خدمة الأخبار المتداولة. في وقت لاحق ذكرت هنري:
على الرغم من هذا فإن 29٪ من جميع مستمعي الراديو و68٪ من مستمعي راديو 4 واصلوا الاستماع للراديو و1.5 مليون شخص استمعوا إلى راديو 4 على كل من الموجات الطويلة وترددات إف إم.

## التأثير على البنية الإذاعية لهيئة الإذاعة البريطانية
كتب المستمعين في «القول إن الخدمة الجديدة كانت شريان الحياة». أقنع نجاح راديو 4 للأخبار إف إم هيئة الإذاعة البريطانية أن شبكة إذاعة متداولة وطنية كانت مطلوبة. ومع ذلك حافظ مستمعي راديو 4 على الاستماع إلى البث على الموجات الطويلة والإف إم.
في صحيفة ديلي تلغراف اقترح جيليان رينولدز: «الآن بعد أن أنشأت هيئة الإذاعة البريطانية على الفور وبفعالية شبكة لكل الأخبار فإنه سيكون من الخطأ عدم الاهتمام بها؟ الجواب واضح... الخطة الجريئة ستؤدي إلى انهيار راديو 5 ووضع برامج المدارس على خدمة الكاسيت المشتركة وتقديم الأخبار والرياضة معا في خدمة جديدة».
قررت هيئة الإذاعة البريطانية أن تحل مكان راديو بي بي سي راديو 5 المرتجل والمفكك الذي أطلق في عام 1990 مع إذاعة بي بي سي 5 لايف: «خدمة متماسكة للأخبار الذكية والرياضة لجمهور أصغر سنا». بدأت المحطة الجديدة في 28 مارس 1994.